# Шрі Деваварна
Шрі Деваварна (*д/н — 1539) — 6-я магараджадіраджа і 1-й раджа-алам Пагаруюнга у 1500—1514 і 1524—1539 роках. Відомий також як Шакті II.

## Життєпис
Походив з династії Маулі. Онук правительки Панджанг Рамбут. Син спадкоємця трону Шрі Райвана і Путі Бонгсу II, можливо його батьки були родичами. Про дату народження та попередні роки обмаль відомостей. Замолоду одружився зі стриєчною сестрою Путі Деві Рангговані. Його батько загинув у війні проти держави Сунгай Нгіанг.
Після смерті бабки трон перейшов до його тестя Шрі Рамаварни. Про діяльність деваварни в цей період також практично відсутні знання. Посів трон близько  1500 року. Напевне на той час прийняв іслам. Вважається, що устрій держави в час його панування описував португальський мандрівник Томе Піріш. Також за версією деяких дослідників відбувається реформування управління, за яким владу було розділено між 3 правителями — раджею аламом, раджею-адат і раджею-ібадатом, що відбило вплив ісламу. Відповідно Шрі Деваварна став першим раджею-аламом (головним монархом).
Також про період панування відомо, що Шрі Деваварна воював з раджанатом Тебо (з регіону Джамбі), від якого зрештою 1514 року зазнав ніщивної поразки й втік до султанату Ачех. Трон захопив переможець Паракрама Памоварна.
В Ачеху повалений володар одружився з Ратні Кеумалі, донькою султана Алі Муґаят Сіяха, при дворі якого тривалий час перебував. Зрештою 1524 року за підтримки тестя повернув собі трон Пагаруюнгу, але точні обставини цього не відомі. Втім невдовзі вступив у протистояння з Алі Муґаят Сіяхом через небажання передати кошти за допомогу або обіцяні землі. У відповідь розлучився з Ратною Кеумалою. Проте у війні зазнав поразки, втративши значну частину узбережжя. Це в свою чергу завдало удару зовнішній торгівлі та наповнення скарбниці.
Помер 1539 року. Йому спадкував син Мегаварна.